# Marvin Zeegelaar
Marvin Romeo Kwasie Zeegelaar (Amsterdã, 12 de agosto de 1990) é um futebolista profissional neerlandês-surinamês.

## Carreira

### Formação
Zeegelaar começou sua carreira em 2005, no time neerlandês FC Volendam, e permaneceu até 2006, quando foi contratado pelo AFC Ajax, jogando nos times de base até o sub-19.

### Ajax
Em 2009 foi escalado para jogar pela equipa reserva do AFC Ajax, jogando até 2010, quando começou a jogar pela equipa principal.

### Excelsior
No dia 1 de janeiro de 2011, foi emprestado para o SBV Excelsior por 6 meses, até o dia 30 de junho de 2011.

### Espanyol B
No dia 1 de julho de 2011, 1 dia após sua volta ao AFC Ajax, foi contratado por transferência livre para a seleção reserva do Espanyol.

### Elaziğspor e Blackpool
Foi contratado pelo Elaziğspor, no dia 1 de agosto de 2012 por preço não divulgado. E em 3 de setembro de 2013, foi emprestado para o Blackpool FC e retornou no fim do ano e jogou até 20 de maio de 2014, quando ficou sem clube.

### Rio Ave
Após 4 meses sem clube, foi contratado pelo Rio Ave FC no dia 5 de agosto de 2014 permanecendo no clube até 2016.

### Sporting

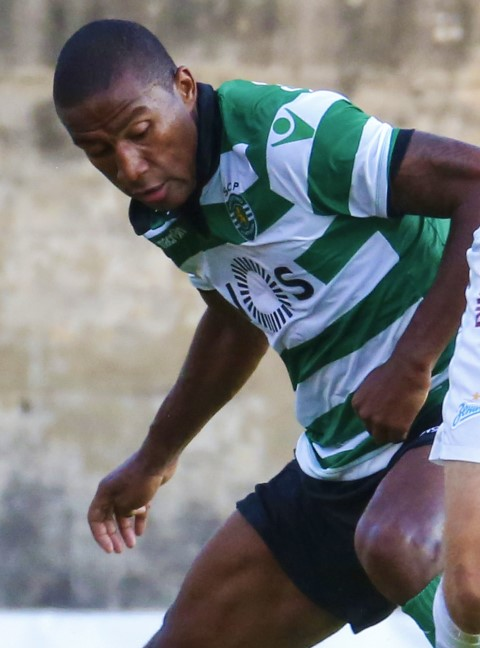
Zeegelaar pelo Sporting CP

No dia 1 de janeiro de 2016, foi contratado pelo seu atual time, o Sporting CP, por uma taxa de 300 mil euros e com validade até 30 de junho de 2020.

## Palmarés

### AFC Ajax
Campeonato Neerlandês de Futebol:
Campeão: 2010–11